# Василь (Гопко)
Василь Гопко (словац. Vasiľ Hopko; 21 квітня 1904, Грабське — 23 липня 1976, Пряшів) — церковний і культурний діяч у Західному Закарпатті, єпископ-помічник Пряшівської єпархії Словацької греко-католицької церкви. Блаженний.

## Життєпис
Народився в с. Грабське (нині в Словаччині). 1934 заснував парафію Української греко-католицької церкви в Празі, з 1945 видавав журнал «Благовісник». Від 1947 — єпископ-помічник Пряшівської єпархії. 1950—1964 — в ув'язненні. 1968—1969 брав участь у відновленні Пряшівської єпархії.
Помер у м. Пряшів.

## Беатифікація
Проголошений блаженним 14 вересня 2003 року Папою Іваном Павлом ІІ у Братиславі.